# Хуан Мігель Ечеваррія
Хуан Мігель Ечеваррія (ісп. Juan Miguel Echevarria, нар. 11 серпня 1998) — кубинський легкоатлет, що спеціалізується у стрибках у довжину, срібний призер Олімпійських ігор 2020 року, чемпіон світу в приміщенні (2018).

## Спортивна кар'єра
30 червня 2018 у німецькій Бад-Лангензальці стрибнув з особистим рекордом на 8,68, що підняло його на 10 сходинку в рейтингу стрибунів у довжину за всі часи. За 20 днів до цього він стрибнув на 8,83 на етапі Діамантової ліги у Стокгольмі з попутним вітром 2,1 м/с, що ледь перевищувало припустиму норму.
На початку сезону-2019 у березні Ечеваррія стрибнув на 8,92 з попутним вітром, що перевищував норму (+3,3 м/с).
У 2021 став першим у загальному заліку Світового туру в приміщенні у стрибках у довжину, внаслідок чого здобув право взяти участь у чемпіонаті світу в приміщенні-2022.

## Виступи на основних міжнародних змаганнях
| Рік  | Змагання                      | Місце проведення | Місце   | Дисципліна        | Результат | Примітки |
| ---- | ----------------------------- | ---------------- | ------- | ----------------- | --------- | -------- |
| 2015 | Чемпіонат світу серед юнаків  | Калі             | 4       | стрибки у довжину | 7.69 м    |          |
| 2016 | Чемпіонат світу серед юніорів | Бидгощ           | 5       | стрибки у довжину | 7.78 м    |          |
| 2017 | Чемпіонат світу               | Лондон           | 15 (кв) | стрибки у довжину | 7.86 м    |          |
| 2018 | Чемпіонат світу в приміщенні  | Бірмінгем        | 1       | стрибки у довжину | 8.46 м    |          |
| 2019 | Панамериканські ігри          | Ліма, Перу       | 1       | стрибки у довжину | 8.27 м    |          |
| 2019 | Чемпіонат світу               | Доха             | 3       | стрибки у довжину | 8.34 м    | [ 5 ]    |
| 2021 | Олімпійські ігри              | Токіо            | 2       | стрибки у довжину | 8.41 м    |          |